# 王应明 (管理学家)
王应明,福州大学教授，中国教育部长江学者特聘教授，主要从事决策理论与方法的研究。

## 生平
王应明毕业于福州大学，并获得博士学位,后担任福州大学教授。

## 社会兼职
王应明教授兼任中国国家社会科学基金学科规划评审组专家，担任管理科学与工程学会常务理事等职务。

## 荣誉
入选“万人计划”哲学社会科学领军人才
享受中国国务院政府特殊津贴
入选2011年度中国教育部长江学者特聘教授